# Liste der Ständigen Vertreter der Türkei bei der UNESCO
Liste der Ständigen Vertreter der Türkei bei der UNESCO in Paris.

## Missionschefs
| Ernennung Akkreditierung | Botschafter          | Bemerkung | Ministerpräsident der Türkei | Posten verlassen |
| ------------------------ | -------------------- | --- | ---------------------------- | ---------------- |
| 1970                     | Hasan Esat Işık      | (* 1916 in Istanbul; † 2. Juli 1989 ebenda) besuchte das Galatasaray-Gymnasium, studierte Rechtswissenschaft an der Universität Ankara, war ab 1952 Vertreter beim Büro der Vereinten Nationen in Genf, 1962–1964: Botschafter in Brüssel, 1966–1968: Botschafter in Moskau, 1968 – 13. Februar 1973: Botschafter in Paris. Wurde 1965 in die Große Nationalversammlung der Türkei gewählt. In der Regierung Suat Hayri Ürgüplü war er bis 1973 Außenminister, anschließend Stellvertretender Vorsitzender der Cumhuriyet Halk Partisi in Istanbul. Er wurde bei den Wahlen 1977 in die Große Nationalversammlung der Türkei gewählt. In der MSP Koalitionsregierung vom 26. Januar 1974 bis 17. November 1974, von 21. Juni 1977 bis 21. Juli 1977 und von 5. Januar 1978 bis 16. Januar 1979: Verteidigungsminister in der Regierung von Bülent Ecevit. Am 12. September 1980 wurde ihm durch ein Gerichtsurteil für fünf Jahre das Ausüben von politischen Ämtern untersagt. | Suad Hayri Ürgüplü           | 1971             |
| 1971                     | Munis Faik Ozansoy   | (* 22. März 1911 auf Lesbos † 1975 in Istanbul) Dichter, Schriftsteller. Neffe von Süleyman Nazif. Besuchte das Galatasaray-Gymnasium, studierte Rechtswissenschaft an der Universität Ankara. 31. Juli 1958 bis 27. Mai 1960: Generalsekretär des Präsidialamtes (Türkiye Cumhurbaşkanlığı genel sekreterleri listesi). 10. Dezember 1965 27. Juli 1971: Staatssekretär des Ministerpräsidenten (T.C. Başbakanlık müsteşarları listesi). | Nihat Erim                   |                  |
| 1976                     | Veysel Versan        | (* 1913) besuchte das Galatasaray-Gymnasium, studierte Rechtswissenschaft an der Universität Istanbul, 1956–1961: Chef des Protokolls, 1961–1964 Botschafter in Stockholm, 1964–1967: Botschafter in Jakarta, 1967–1969: Botschafter in Budapest, 1972–1976: Botschafter in Brasilia. | Süleyman Demirel             | 1978             |
| 1978                     | Pertev Subaşı        | (* 6. März 1922 in Trabzon; † 23. März 1985 in Buenos Aires) 1939 absolvierte er die St. Joseph High School (Metuchen, New Jersey) und studierte an der Universität Lausanne Rechtswissenschaft. 1945 Mission nach Bagdad, 23. Juli 1972 bis 22. Sep. 1976: Botschafter in Rom, 1978–1981 auch bei der Organisation für wirtschaftliche Zusammenarbeit und Entwicklung akkreditiert, 1983–1985: Botschafter in Buenos Aires. | Mustafa Bülent Ecevit        | 1981             |
| 1982                     | Haluk Sayınsoy       | 1971–1976: Botschafter in Buenos Aires, 25. Sept. 1976 – 17. Juli 1978: Botschafter in Prag, 1. November 1984 – 1. Dez. 1986: Botschafter in Kairo | Bülent Ulusu                 | 1984             |
| 1984                     | Nazif Cuhruk         | | Turgut Özal                  |                  |
| 1984                     | Yalçın Kurtbay       | (1925) April 1963 bis 27. Juni 1963: Botschafter in Lissabon, 1. Nov. 1979-1. Sep. 1983: Botschafter in Brasilia, 1984: Botschafter in Mogadishu | Turgut Özal                  |                  |
| 1984                     | Pulat Yüksel Tacar   | (* 1931 in Istanbul) 1950 Stein High School, Tracy (Kalifornien), 1951–1954: Diplomstudiengang der Politikwissenschaft, trat 1955 in den auswärtigen Dienst, 1981–1984: Botschafter in Jakarta, 1989–1995: ständiger Vertreter bei der Europäischen Gemeinschaft. | Turgut Özal                  | 1987             |
| 1995                     | Ömer Engin Lütem     | (* Mai 1933 in Istanbul) Galatasaray-Gymnasium, Berufsoffizier, schloss ein Studium der Politikwissenschaft an der Universität Ankara ab, trat 1957 in den auswärtigen Dienst. Wurde in Frankreich, Deutschland, Italien, Libyen beschäftigt, war 1975 Generalkonsul in Köln, 1981–1983 leitete er die Abteilung Nachrichten und Forschung. 1983–1989: Botschafter in Sofia. 1992–1995: Botschafter beim Heiligen Stuhl. | Tansu Çiller                 | 1997             |
| 1997                     | Turhan Fırat         | (* Mai 1937 in Istanbul) Schloss 1961 ein Studium der Politikwissenschaft an der Universität Ankara ab, trat 1962 in den auswärtigen Dienst, 1988–1990 Ständiger Vertreter beim Europarat, 1990–1994: Botschafter in Seoul. | Mesut Yılmaz                 | 2002             |
| 2002                     | Bozkurt Aran         | (* 17. April 1947 in Başkale) Schloss 1971 ein Studium der Politikwissenschaft an der Universität Ankara ab, trat 1973 in den auswärtigen Dienst, 1976: Vizekonsul in Salzburg, 1998–2000: Botschafter in Islamabad, 2004–2006: Botschafter in Teheran, 1. Oktober 2007 bis 19. März 2012 ständiger Vertreter bei der Welthandelsorganisation, am 17. April 2012 in den Ruhestand versetzt. | Abdullah Gül                 | 2004             |
| 2004                     | Numan Hazar          | (* 1945 in Tarsus (Türkei)) Schloss 1966 ein Studium der Politikwissenschaft ab und trat in den auswärtigen Dienst, 1995–1998: Botschafter in Nigeria. 2001–2004: Ständiger Vertreter beim Europarat, 2010 in den Ruhestand versetzt. | Recep Tayyip Erdoğan         | 2006             |
| 2009                     | Ali Tuygan           | (* 28. April 1944 in Istanbul) wurde 1966 an der Universität Ankara zum Doktor der Politikwissenschaft promoviert. 1989–1992: Botschafter in Ottawa, 1992–1994: Botschafter in Riad, 1997–2001: Botschafter in Athen, 2009 in den Ruhestand versetzt. | Recep Tayyip Erdoğan         | 2009             |
| 2009                     | Gürcan Türkoğlu      | (* 1955 in Istanbul) besuchte bis 1978 das Kadıköy Maarif College und studierte Politikwissenschaft an der Universität Ankara, trat 1979 in den auswärtigen Dienst, 2006–2007: Botschafter in Teheran. | Recep Tayyip Erdoğan         | 2012             |
| Jan. 2013                | Gürcan Balık         | (* 18. Juni 1973 in Yerköy) schloss 1995 ein Studium der Politikwissenschaft an der Universität Ankara ab, wurde 2007 Master des King’s College London, trat 1995 in den auswärtigen Dienst. |                              | Aug. 2013        |
| 15. März 2014            | Hüseyin Avni Botsalı | (* 1957 in Eskişehir) schloss 1980 ein Studium der Politikwissenschaft an der Universität Ankara ab, wurde ab 1983 in der Abteilung NATO des Außenministeriums beschäftigt. Februar 2007 bis November 2009 Generalkonsul in Mosul, 1. Dezember 2009 bis Ende 2012 Botschafter in Kairo, Juni 2013 Mission in Bosnien und Herzegowina. |                              |                  |